# The Friends of Rachel Worth
| Совокупная оценка    | Совокупная оценка |
| Источник             | Оценка            |
| -------------------- | ----------------- |
| Metacritic           | 77/100            |
| Оценки критиков      |                   |
| Источник             | Оценка            |
| AllMusic             | [ 2 ]             |
| Consumer Guide       | A                 |
| Entertainment Weekly | B+                |
| The Guardian         | [ 5 ]             |
| Melody Maker         | [ 6 ]             |
| NME                  | 8/10              |
| Pitchfork            | 6.5/10            |
| Rolling Stone        | [ 9 ]             |
| Spin                 | 8/10              |
| Uncut                | [ 11 ]            |

The Friends of Rachel Worth — седьмой студийный альбом австралийской инди-рок-группы The Go-Betweens из Брисбена. Он был выпущен 16 сентября 2000 года, через 12 лет после их шестого альбома 16 Lovers Lane. В записи этого альбома к Роберту Форстеру и Гранту Макленнану присоединились все участники американских инди-рок-групп Sleater-Kinney и Quasi, а также новая басистка Адель Пикванс. Альбом был записан в Портленде, штат Орегон, на студии Jackpot! Recording Studio Ларри Крейном.
Макленан сказал: «Рэйчел чувствовала себя очень естественно — не было такого, чтобы у нас с Робертом были отдельные менеджеры или какая-то другая ерунда, связанная с индустрией. Мы всегда хотели записываться и в Америке, так что это было настоящей мечтой. Мне кажется, в нём есть что-то таинственное, потустороннее, „затерянное“».

## История
Спустя двенадцать лет после распада группы Go-Betweens, брисбенские авторы-исполнители Роберт Форстер и Грант Макленнан возродили группу, созданную в 1978 году, для записи седьмого альбома. Хотя они и не совсем продолжили с того места, на котором остановились (никто из оригинальных участников не присоединился к группе), и скрипка/альт, ставшие неотъемлемой частью их последних нескольких альбомов, появляются лишь изредка, это не сильно отходит от фирменного звучания Go-Betweens..

## Отзывы
Альбом получил положительные отзывы музыкальной критики и интернет-изданий. На Metacritic альбом имеет рейтинг «мета-оценки» 77 баллов из 100, основанный на нескольких рецензиях, что подразумевает «благоприятный приём» критиков.
Хал Хоровиц отметил в AllMusic, что в альбоме «Поэтичный, томный, речевой/певческий вокал, похожий на Лу Рида, вплетается в прекрасные мелодии, чья привлекательность раскрывается при повторном прослушивании. Гитарные переборы и созвучные барабаны (к сожалению, изумительная перкуссионистка Линди Моррисон, опора группы, отсутствует) контрастируют с хриплым, часто хаотичным вокалом Форстера и Макленнана. Но поскольку авторы и исполнитель поровну разделили все десять треков, это звучит скорее как комбинация двух сольных альбомов, а не как альбом сплочённого коллектива. Аккомпанирующие музыканты, включая Sleater-Kinney из Олимпии, чьи имена тоже пишутся через дефис, практически безлики, за исключением риффовой „German Farmhouse“, где группа звучит ещё больше, чем обычно, как Velvet Underground. Ода Форстера Патти Смит, завершающая альбом „When She Sang About Angels“, местами великолепна, с полуслова прочитанными словами, которые иногда льются потоком, но часто звучат неловко в сочетании с прекрасной мелодией. Но в искромётной „Going Blind“ дуэт возвращается к лаконичному, задумчивому фолк-поп звучанию своих лучших работ. Пусть это и не привлечёт новых поклонников и даже не заставит новичков искать их более ранние работы, „The Friends of Rachel Worth“ — убедительное, хотя и непоследовательное возвращение к форме. Его лучшие моменты напоминают о былой славе этой коммерчески недооценённой группы и добавляют несколько запоминающихся моментов к её лучшим работам».

## Список композиций
Вся музыка Гранта Макленнана и Роберта Форстера
1. «Magic in Here» (слова McLennan) — 3:52
2. «Spirit» (слова Forster) — 3:59
3. «The Clock» (слова McLennan) — 4:06
4. «German Farmhouse» (слова, Forster) — 3:51
5. «He Lives My Life» (слова Forster) — 3:58
6. «Heart and Home» (слова McLennan) — 3:13
7. «Surfing Magazines» (слова Forster) — 4:34
8. «Orpheus Beach» (слова McLennan) — 4:48
9. «Going Blind» (слова McLennan) — 2:56
10. «When She Sang About Angels» (слова Forster) — 4:31